# 주불레이크 대 UBS 워버그 사건
주불레이크 대 UBS 워버그 사건 2003년부터 2005년간 미국연방지방법원에서 있었던 사건이다. 전자 디스커버리에 관련하여 매우 중요한 판결을 내린 것으로 널리 알려져 있다.

## 사건개요
여성고용자 주불레이크는 일하던 UBS워버그 은행을 상대로 성차별 및 보복행위 등을 이유로 소송을 제기했다.

## 요약

### 결과

#### 배심원의 판단
첫째는 서버에 저장되어 있는 이메일을 의도적으로 삭제하였으며， 둘째는 원고의 고소가 합리적으로 예상된 상황에서 보존 의무를 소홀히 하여 피고에 불리한 영향을 주는 전자 자료를 삭제 및 훼손하였고, 셋째는 백업 테이프에서 관련 이메일 복구가 기술적, 비용적으로 충분히 가 능했지만 증거를 제시하지 않았으며, 넷째로 증거개시룰 부당하게 지연시켜 소송상 불이익과 비용면에서 손해돌 끼쳤다고 판단하였다.

## 판결요지
- 논리적으로 접근 가능하지 않은 백업 테이프에 저장된 ESI와 사내정책에 따라 지정된일받적인 기록유지 기간을 넘긴 ESI는 보존할 필요가 없지만 두가지 예외가 있다: (1) 특정 직원의 ESI가 저장된 백업 테이프를 찾을 수 있다면 이 테이프가 논리적으로 접근 가능한지의 여부와 관계없이 테이프를 반드시 보존해야 한다. (2) 만약 백업 테이프가 정보검색에 자주 활용된다면, 백업 테이프는 소송자료 보호의 대상이 될 수 있다[3].

- 변호사는 ESI 보존과 완성을 잘 준수하고 있는지 긍정적으로 검토할 의무가 있다. 직원들이 소송자료 보호를 인지하고 있는 것만으로는 중분치 않으며 변호사는 직원들이 ES1 보존을 위해 노력하고 있다는 증빙서류를 검토하고 직원들에게 소송자료보호 기간 동안에 증거에 대한 책임을 져야 한다는 사실을 알려야 한다.

- 상대편에게 증거완성 비용(비용전가)을 부담하라고 요청할 때는 논리적인 근거를 갖추어야 한다. 관런된 업무와 비용에 대한 분석은 합당한 근거를 갖추어야 한다. 예를 들에 추측을 하는 대신 ESI 데이터 샘플링 결과를 기반으로 요청해야 한다. 무엇을 필요로 古j，느 지 정확히 얼마를 필요로 하는지에 관한 구체적인 사항을 근거로 비용부담을 요청해야 한다[4]..

## 같이 보기
- 미국의 민사소송법
- 디스커버리 (법)